# Gérald Baudouin
Gérald Baudouin (né le 15 novembre 1972 à Grenoble) est un athlète français, spécialiste du saut à la perche. 

## Biographie
Il remporte les championnats d'Europe juniors 1991, et s'incline dès les qualifications, lors des championnats du monde 1993. En 1994, il établit la meilleure performance de sa carrière en franchissant 5,80 m à Villeneuve-d'Ascq. Il remporte le titre des Jeux de la Francophonie 1994.
Sa carrière de compétiteur terminée, Gérald Baudouin est devenu responsable du secteur des sauts à la Fédération française d'athlétisme [1].

### Palmarès
| Date | Compétition                    | Lieu          | Résultat | Marque |
| ---- | ------------------------------ | ------------- | -------- | ------ |
| 1990 | Championnats du monde juniors  | Plovdiv       | 4e       | 5,30 m |
| 1991 | Championnats d'Europe juniors  | Thessalonique | 1er      | 5,50 m |
| 1992 | Championnats d'Europe en salle | Gênes         | 14e      | 5,30 m |
| 1994 | Championnats d'Europe en salle | Paris         | 9e       | 5,60 m |
| 1994 | Jeux de la Francophonie        | Paris         | 1er      | 5,60 m |
| 1994 | Championnats d'Europe          | Helsinki      | 11e      | 5,60 m |
| 1998 | Championnats d'Europe en salle | Valence       | 11e      | 5,30 m |

### Records
| Épreuve          | Épreuve   | Marque | Lieu              | Date            |
| ---------------- | --------- | ------ | ----------------- | --------------- |
| Saut à la perche | Plein air | 5,80 m | Villeneuve-d'Ascq | 8 juillet 1994  |
| Saut à la perche | Salle     | 5,65 m | Valence           | 27 février 1998 |